# Дом купца Т. Ф. Булычёва
Дом купца Т. Ф. Булычёва (дом, в котором в январе 1919 года работала комиссия ЦК РКП(б) и Совета обороны по укреплению Восточного фронта) — здание и достопримечательность в историческом центре Кирова, расположенное по адресу улица Ленина, 96а. Строилось в 1908—1911 годах в стиле английской готики по проекту Ивана Аполлоновича Чарушина. С 1960 года является памятником истории, объектом культурного наследия России регионального значения.

## История
Особняк строился в 1908—1911 годах по заказу Тихона Филипповича Булычёва, местного купца и параходовладельца. Автором проекта выступил губернский архитектор Иван Аполлонович Чарушина, выполнивший здание в непривычном для Вятки готическом стиле с применением ассирио-вавилонских элементов декора. Рисунки чугунной решётки ограды и ворот также имеют готические элементы — вытянутые стрельчатые арки, трилистники и 4-х-лепестковые розетки. По тем временам здание было укомплектовано по последнему слову техники и комфорта: здесь было проведено электричество, телефонная связь, паровое отопление, душевые комнаты с горячим водоснабжением, вентиляционная система, а также лифт для подъёма продуктов с кухни в столовую. В подвале была организована баня и прачечная. Внутреннюю отделку помещений выполнял художник и архитектор Николай Георгиевич Джмухадзе. Полы были выложены мозаичной плиткой, парадная лестница снабжена обильно декорированными резными перилами.
Чарушин со временем дополнял проект и достраивал здание различными элементами декора. Так, в 1914 году над аркой главного входа появились фигуры грифонов, державших в своих пастях светильники, освещавшие входную группу. Искусствоведы отмечают некоторое сходство дома Булычёва с особняком Морозовых в Москве и с замком Мирамаре в Италии.
Булычёв, проживший в доме всего три года, с началом Первой мировой войны пожертвовал здание городу, продав его за символические 100 рублей. В 1915 году в здании разместился первый в стране «Дом инвалидов и сирот» войны, переделав комнаты в палаты для размещения раненых и больных. После Революции в начале 1918 года выдвигались предложения организовать в здании «Дом науки, искусства и общественности», разместив в нём все музеи города, 25 июля того же года решение было утверждено губернским исполкомом. Но с началом Гражданской войны особняк был занят Чрезвычайным комитетом, а затем штабом 3-й Армии Восточного фронта. С 1919 года здание занимают органы госбезопасности.
Со временем здание меняло внешний облик. Так, после Революции здание утратило фигуры двуглавых орлов, считавшихся символом царского режима. Восстановили фигуры только в ходе реконструкции в 2000-х годах.
28 марта 1983 года решением исполкома Кировского областного Совета народных депутатов «О постановке на государственную охрану вновь выявленных памятников истории и культуры Кировской области» № 6/191 здание было объявлено памятником истории регионального значения.

## Галерея

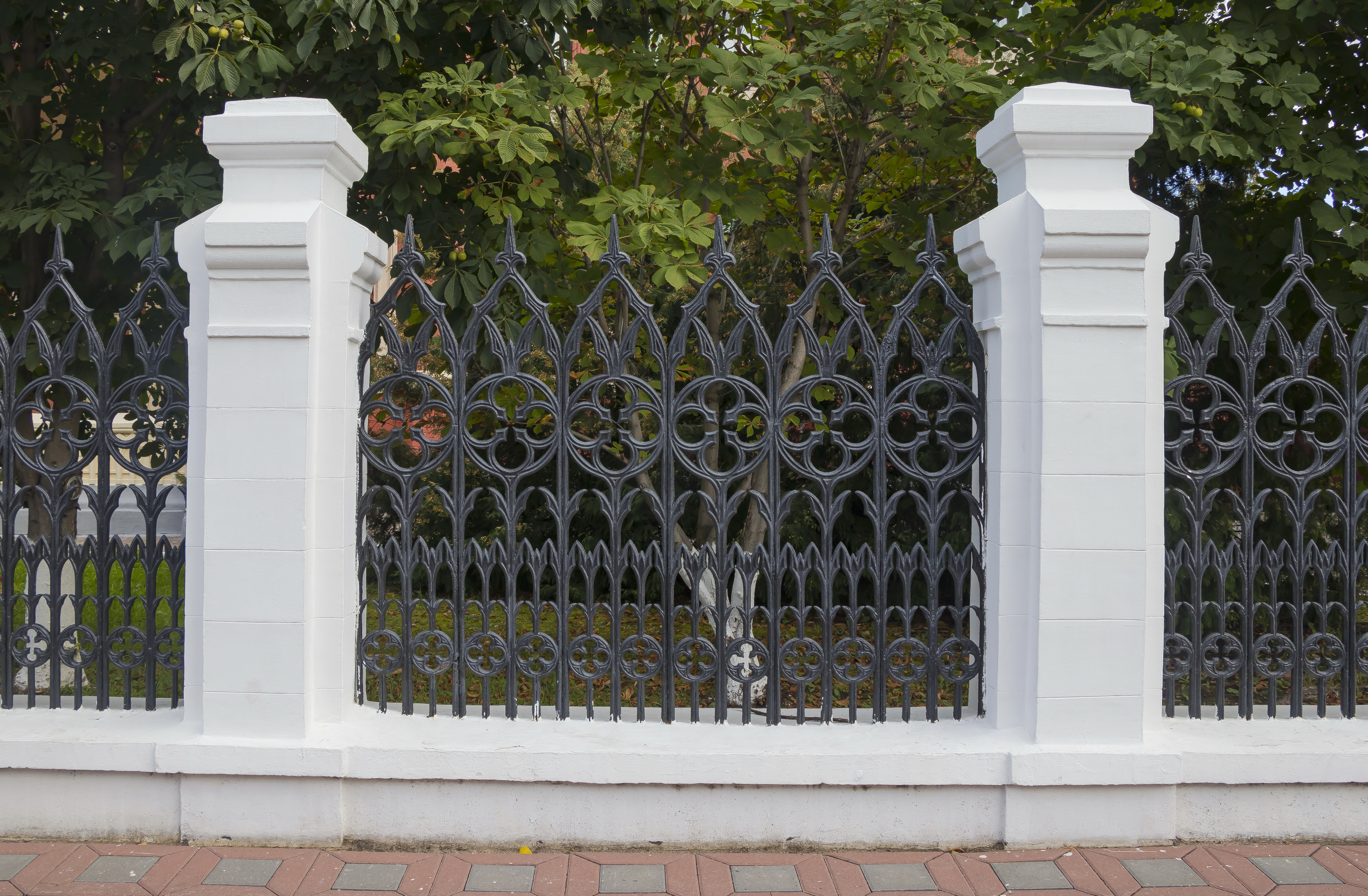
Элемент ограды
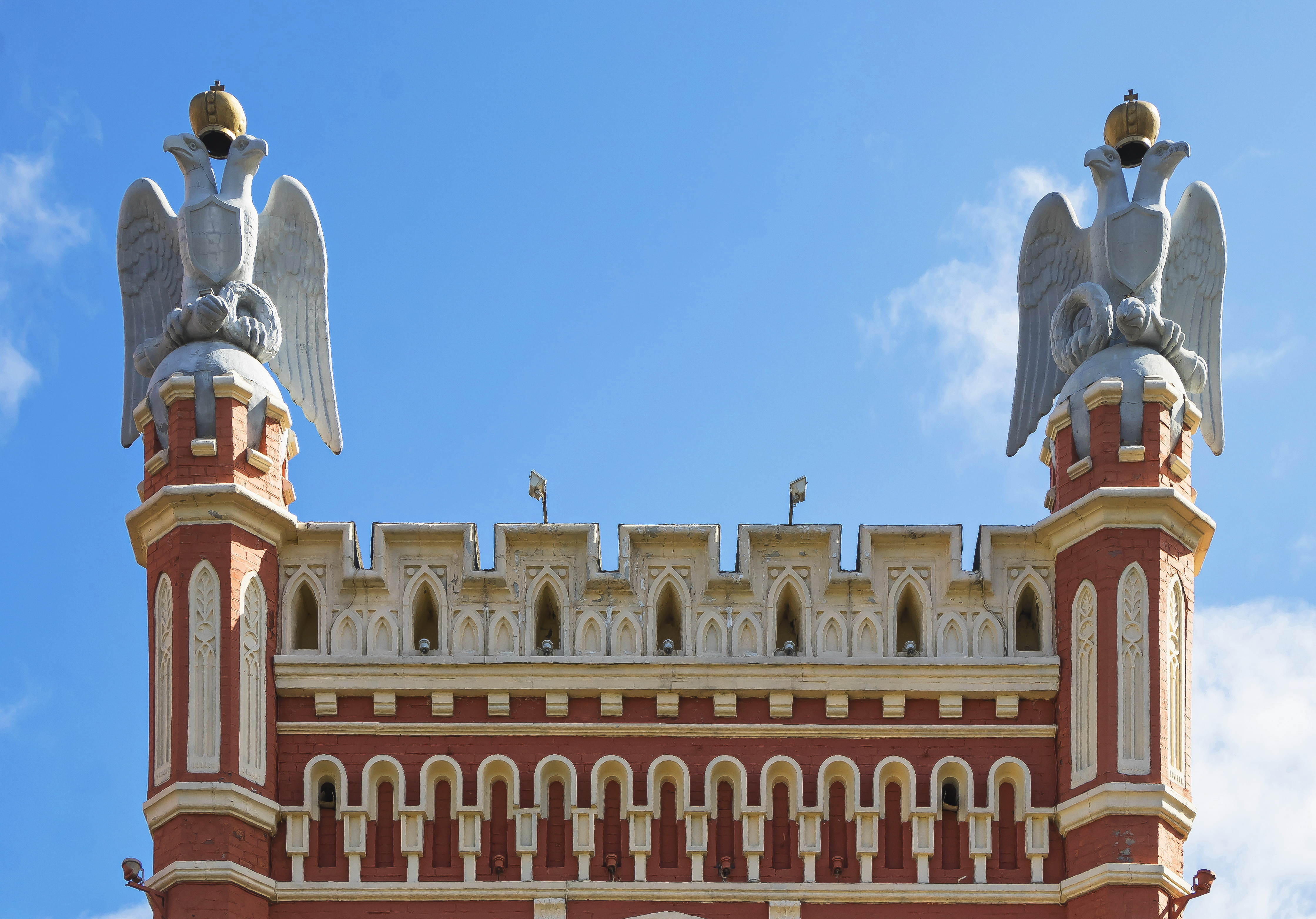
Фигуры двуглавых орлов
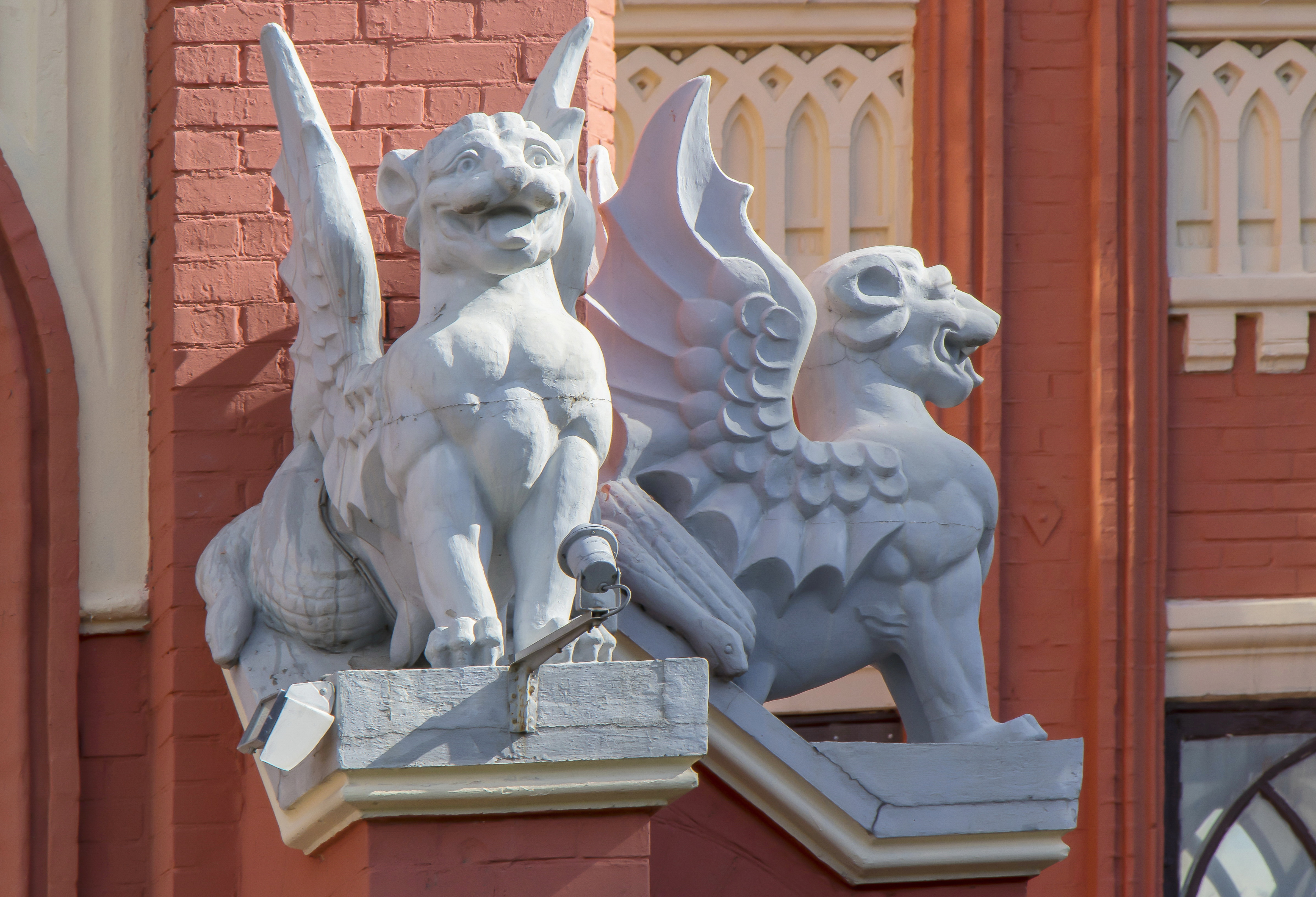
Фигуры грифонов
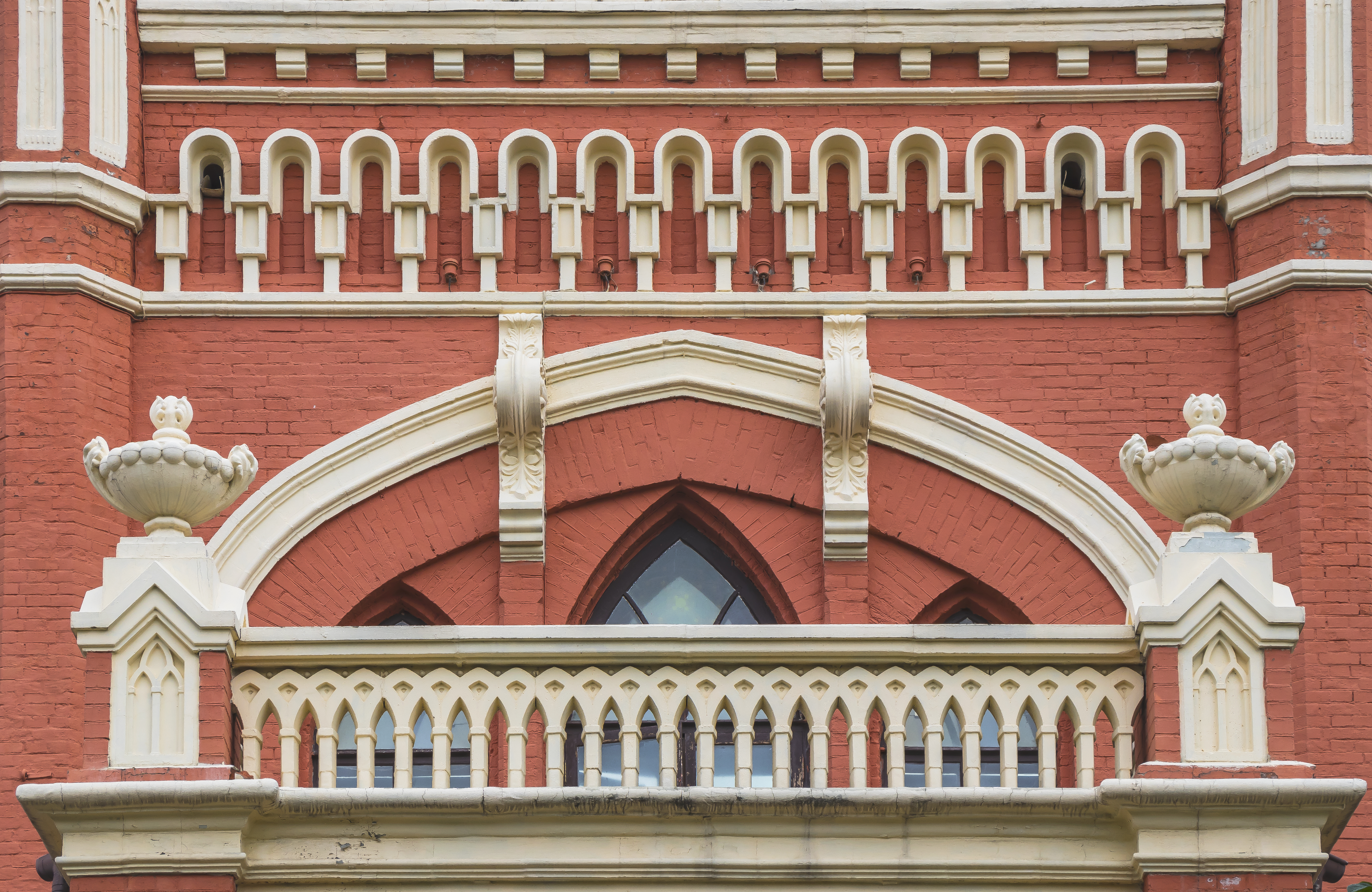
Балюстрада с вазонами
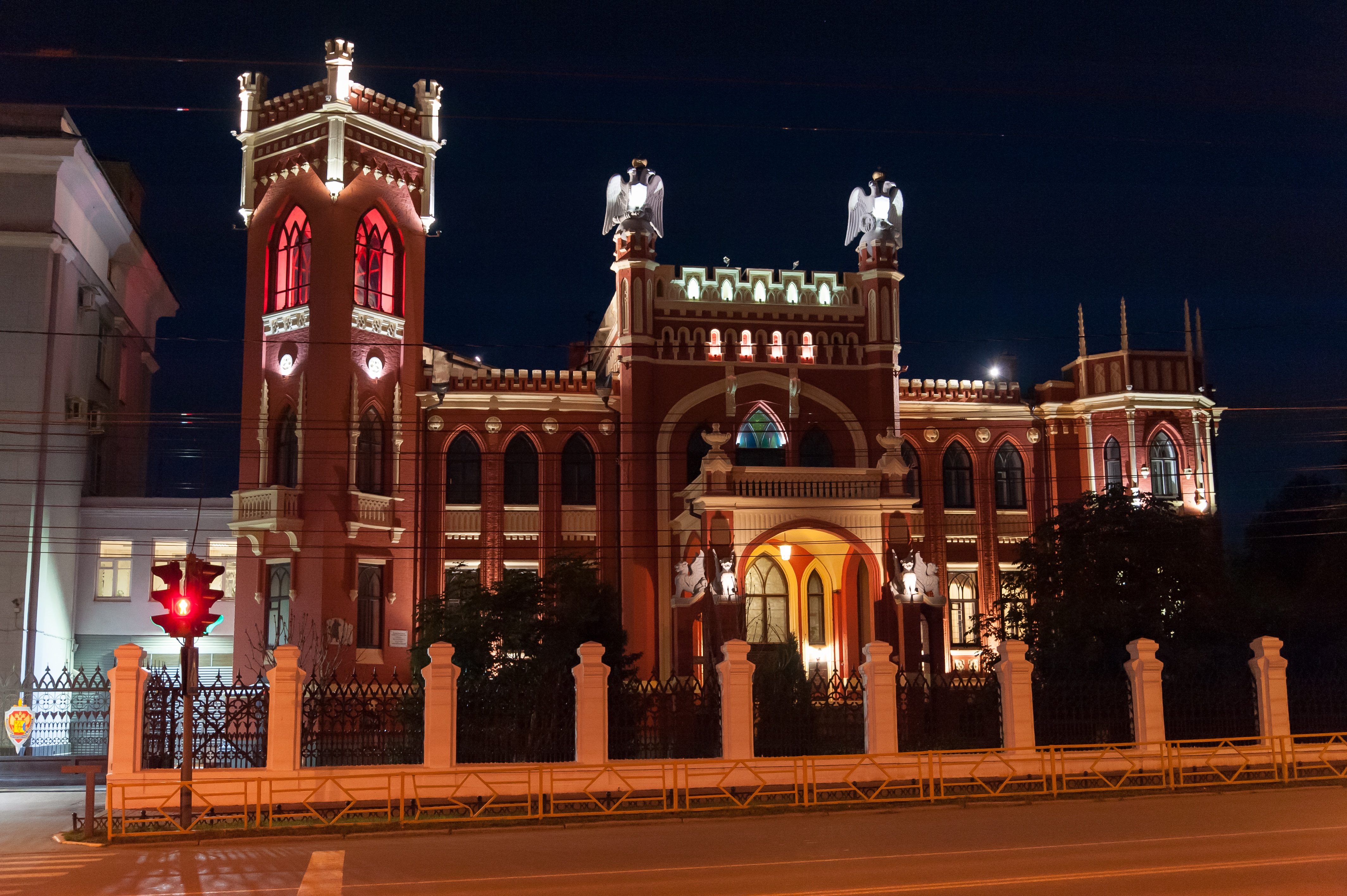
Вечерний вид